# Sun Ye
Dans ce nom chinois, le nom de famille, Sun, précède le nom personnel.
Sun Ye (née le 15 janvier 1989 à Shanghai) est une nageuse chinoise en activité spécialiste des épreuves de brasse. Aux Jeux olympiques de 2008 organisés à Pékin, elle décroche la médaille de bronze au titre du relais 4 × 100 m quatre nages chinois après s'être contentée d'une septième place en finale du 100 m brasse. En 2010, elle inaugure son palmarès international à l'occasion des Championnats du monde en petit bassin disputés à Dubaï. En 2 min 18 s 09, elle s'y pare en effet d'argent sur 200 m brasse, seulement devancée par l'Américaine Rebecca Soni. En vertu de sa participation aux séries du relais 4 × 100 m quatre nages lors des Championnats du monde 2011, elle remporte la médaille d'argent après que ses coéquipières titularisées en finale ne terminent secondes de l'épreuve derrière le quatuor américain. Individuellement, elle approche le podium, terminant à son pied sur 200 m brasse, et cinquième sur la distance inférieure.

## Palmarès

### Jeux olympiques
| Épreuve                | Édition              | Édition |
| Épreuve                | Pékin 2008           |         |
| 100 m brasse           | 7e 1 min 8 s 08      |         |
| 4 × 100 m quatre nages | Bronze 3 min 56 s 11 |         |

### Championnats du monde
| Épreuve                | Édition                            | Édition                        |
| Épreuve                | Rome 2009                          | Shanghai 2011                  |
| 100 m brasse           | —                                  | 5e 1 min 7 s 08                |
| 200 m brasse           | 20e temps des séries 2 min 27 s 08 | 4e 2 min 25 s 09               |
| 4 × 100 m quatre nages | —                                  | Argent Alignée lors des séries |

| Épreuve                | Édition                            | Édition              |
| Épreuve                | Manchester 2008                    | Dubaï 2010           |
| 50 m brasse            | 15e temps des demi-finales 31 s 87 | —                    |
| 100 m brasse           | 8e 1 min 6 s 99                    | —                    |
| 200 m brasse           | 4e 2 min 21 s 01                   | Argent 2 min 18 s 09 |
| 4 × 100 m quatre nages | 6e 4 min 0 s 49                    | —                    |